# Coquette à queue fine
Discosura conversii
Espèce
Répartition géographique
Statut de conservation UICN

 LC  : Préoccupation mineure
Statut CITES
Synonymes
- Popelairia conversii

La Coquette à queue fine ou Coquette de Convers (Discosura conversii) est une espèce d'oiseaux de la famille des Trochilidae.

## Répartition
Cet oiseau vit en Colombie, en Équateur, au Costa Rica et au Panama.

## Habitat
Elle fréquente les forêts tropicales et subtropicales humides de basses et hautes altitudes.